# Atlante Vallard
L'Atlante Vallard è un atlante mondiale creato nel 1547 a Dieppe, nel nord della Francia. La sua creazione è stata attribuita a Nicolas Vallard, navigatore e cartografo francese, da cui prese il nome.

## Storia
Si tratta di uno degli atlanti più famosi del XVI secolo, che appartiene alla Scuola cartografica di Dieppe. La creazione dell'atlante da parte di Nicolas Vallard è stata però messa in dubbio, poiché si crede che Vallard sia stato soltanto il suo primo proprietario, mentre secondo certi autori il suo creatore sarebbe stato invece un cartografo portoghese sconosciuto. 
Un altro dato curioso risulta dal fatto che l'atlante mostra per la prima volta la costa orientale dell'Australia, sotto il nome di Jave La Grande, curiosamente 200 anni prima che questa fosse stata ufficialmente scoperta dal capitano James Cook. Per certi autori quindi l'esistenza di questo atlante potrebbe dimostrare che la scoperta dell'Australia da parte di James Cook sia un errore storico..
L'atlante originale si trova attualmente, dal 1924, nella biblioteca The Huntington Library di San Marino in California, nel sud-ovest degli Stati Uniti d'America.

## Descrizione
L'atlante è composto da 68 pagine tra le quali si trovano un calendario, tavole di navigazione, 15 carte nautiche a doppia pagina con ricche illustrazioni e diverse informazioni marittime in dettaglio.
Contiene anche illustrazioni e miniature sulle popolazioni indigene del nuovo mondo e risulta pertanto un importante testimone dell'epoca della colonizzazione. 
L'atlante originale fu rilegato nel 1805 in pelle rossa stampata in oro.
Un'ulteriore curiosità di quest'atlante sarebbe il fatto che le carte sono capovolte, per cui l'orientamento è l'opposto di quello a cui siamo abituati oggi giorno. In esso il nord del mondo si trova nella parte inferiore della carta mentre il sud è posizionato nella parte superiore.

### Questione Australia

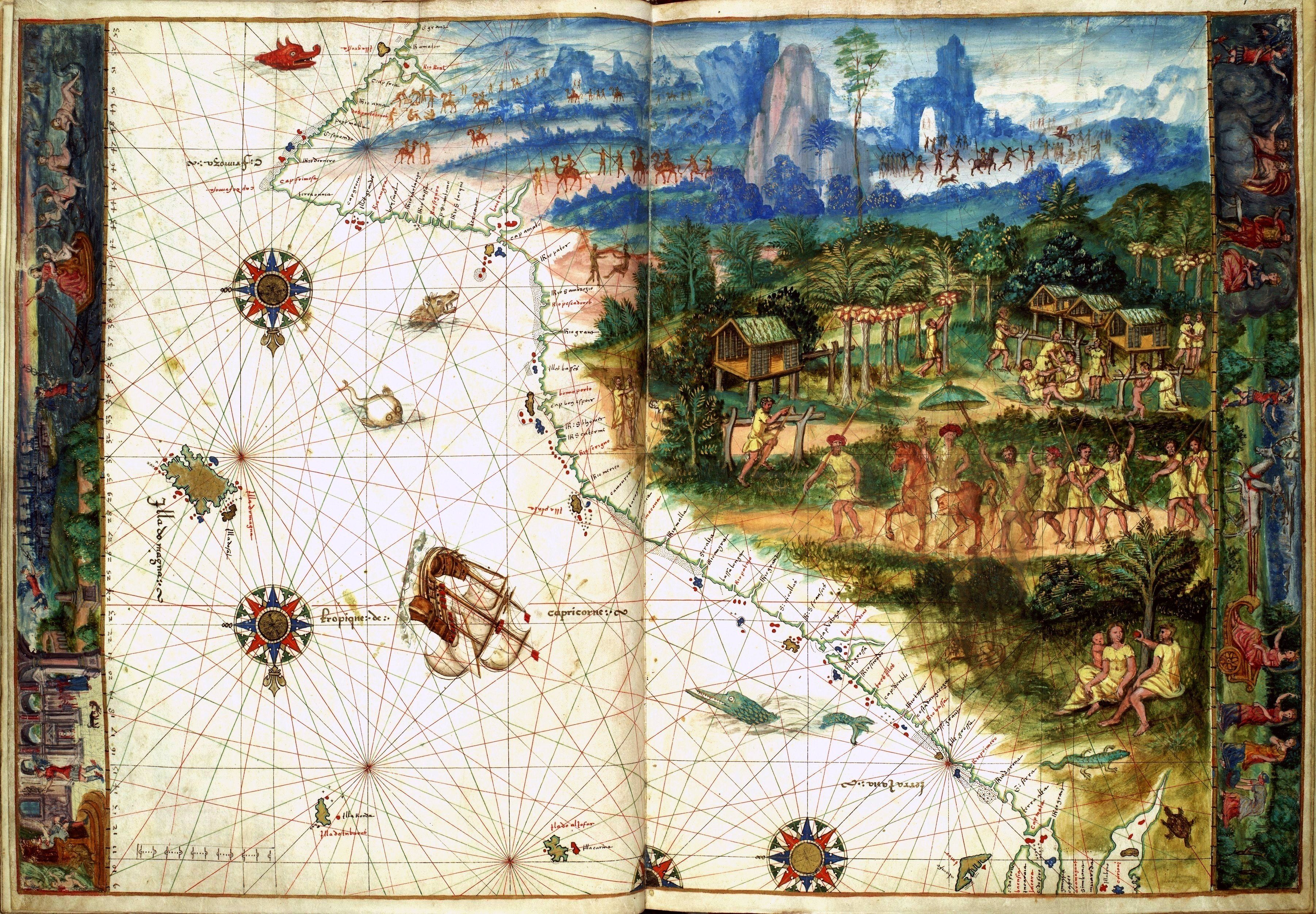
Atlante Vallard (1547) immagine che rappresenta la costa est dell'Australia, chiamata all'epoca Jave La Grande.

l'identificazione dell'Australia nell'atlante presenta alcune controversie.
Nell'atlante non esiste una carta dedicata specificamente all'Australia. Alcune carte, come quella che raffigura la "Jave La Grande", potrebbero includere porzioni del continente australiano, ma la loro identificazione rimane incerta. Le informazioni presenti nell'atlante sull'Australia sono scarse e spesso frammentarie. Non vi sono descrizioni dettagliate delle coste, dell'interno del continente o dei popoli che lo abitavano. Alcune regioni dell'Australia potrebbero essere state confuse con altre terre già conosciute, come la Terra Australis Incognita o la Nuova Guinea. La conoscenza geografica del XVI secolo era ancora limitata, soprattutto per quanto riguarda le regioni remote come l'Australia. Ciò ha reso difficile per i cartografi come Vallard rappresentare con precisione il continente.
Nel corso dei secoli, l'identificazione dell'Australia nell'Atlante Vallard è stata oggetto di diverse interpretazioni da parte degli studiosi in quanto sarebbe stata raffigurata 200 anni prima della sua "ufficiale" scoperta. Non esiste una risposta univoca e definitiva a questo quesito. Potrebbe trattarsi della Australia de Espiritu Santu' situata alle Nuove Ebridi e scoperta da Pedro Fernandes de Queirós. Il ricercatore Roger Hervé pensa che la carta raffiguri le scoperte di un viaggio di João Afonso del 1525-1527 poi naufragato in Nuova Zelanda. Helen Wallis pensa invece che sia stata una spedizione francese verso Sumatra del 1529 da Jean Parmentier insieme al cartografo Jean Rotz. Altri studiosi invece ritengono che siano solo copie maldestre di originali documenti cartografici portoghesi.